# Garlan
Garlan (en bretó Garlann) és un municipi francès, situat a la regió de Bretanya, al departament de Finisterre. L'any 2006 tenia 918 habitants.

## Demografia
| 1962                                       | 1968 | 1975 | 1982 | 1990 | 1999 |
| ------------------------------------------ | ---- | ---- | ---- | ---- | ---- |
| 628                                        | 615  | 644  | 744  | 801  | 821  |
| Des de 1962: població sense dobles comptes |      |      |      |      |      |

## Administració
| Període | Identitat      | Partit |
| ------- | -------------- | ------ |
| -2001   | J.-Y. Libouban |        |
| 2001-   | Edouard Clech  |        |